# قرار مجلس الأمن التابع للأمم المتحدة رقم 1831
قرار مجلس الأمن التابع للأمم المتحدة رقم 1831 المتخذ بالإجماع في 19 أغسطس 2008.

## القرار
جدد مجلس الأمن تفويضه لبعثة الاتحاد الأفريقي في الصومال (أميسوم) لمدة ستة أشهر أخرى.
وباعتماد القرار 1831 (2008) بالإجماع بموجب الفصل السابع من الميثاق، أذن المجلس للبعثة باتخاذ جميع التدابير اللازمة، حسب الاقتضاء، للاضطلاع بولايتها، على النحو المنصوص عليه في القرار 1772 (2007)، مع التأكيد على وجه الخصوص على تمكن البعثة من اتخاذ جميع التدابير اللازمة، حسب الاقتضاء، لتوفير الأمن للبنية التحتية الرئيسية والمساهمة في تهيئة الظروف الأمنية لتقديم المساعدة الإنسانية.
وشجع المجلس الأمين العام على مواصلة البحث مع رئيس مفوضية الاتحاد الأفريقي، بالتنسيق مع الجهات المانحة، عن سبل تعزيز الدعم اللوجستي والسياسي والتقني الذي تقدمه الأمم المتحدة إلى الاتحاد الأفريقي، وبناء قدرة الاتحاد على الوفاء بالتزاماته نحو دعم بعثة الاتحاد الأفريقي في الصومال، ومساعدة الانتشار الكامل لبعثة الاتحاد الأفريقي إلى أقصى حد ممكن بهدف تحقيق معايير الأمم المتحدة.
في الجزء الخاص بالديباجة من القرار، رحب المجلس بالتوقيع في 19 آب / أغسطس على الاتفاق بين الحكومة الاتحادية الانتقالية للصومال وتحالف إعادة تحرير الصومال، وأشار إلى أنه يدعو الأمم المتحدة إلى «أن تأذن و تنشر قوة دولية لتحقيق الاستقرار من الدول الصديقة للصومال، باستثناء الدول المجاورة».

## روابط خارجية
- نص القرار في undocs.org